# Lights Camera Action
"Lights Camera Action" é uma canção da cantora australiana Kylie Minogue, lançada em 27 de setembro de 2024 pela BMG Rights Management e pela empresa de Minogue, Darenote, como o primeiro single de seu décimo sétimo álbum de estúdio Tension II (2024). Foi distribuída em formatos digitais e streaming online, sendo lançado também um extended play (EP) que inclui a versão original, um extended mix e remixes de Confidence Man, Zach Witness e Jaconda. A música foi escrita por Minogue, Ina Wroldsen e seu produtor Lewis Thompson.
Musicalmente, é uma música eletrônica animada com influências de música de clube e um beat drop adicional. Após o seu lançamento, "Lights Camera Action" recebeu elogios positivos da crítica musical por sua alta energia, som geral e vibração despreocupada de Minogue, com publicações comparando-o ao trabalho de Minogue em Tension (2023), especialmente com o seu lead single "Padam Padam". O videoclipe que o acompanha foi filmado em Budapeste, Hungria, e foi dirigido pela cineasta britânica Sophie Muller, sendo lançado no mesmo dia da música, e apresenta Minogue em vários disfarces e tocando a faixa em um set de filmagem.

## Antecedentes e lançamento
Após o sucesso comercial e de crítica do décimo sexto álbum de estúdio de Minogue, Tension, a Variety anunciou que o álbum seria relançado e lançado em 2024. No mês seguinte, Minogue deu a entender que estava trabalhando em novas músicas durante entrevistas no Grammy Awards de 2024, onde ganhou o prêmio inaugural de Melhor Gravação Pop Dance por "Padam Padam". No mesmo ano, eela participou de diversas colaborações, incluindo "Dance Alone" com a cantora australiana Sia, "Midnight Ride" com o cantor sul-africano Orville Peck e o DJ americano Diplo, "My Oh My" com a cantora americana Bebe Rexha e a artista sueca Tove Lo, e "Edge of Saturday Night" com a DJ americana The Blessed Madonna.
Em 19 de setembro, Minogue fez um anúncio nas redes sociais e, um dia depois, revelou seu décimo sétimo álbum de estúdio, Tension II, seus formatos de lançamento, a Tension Tour e o primeiro single do álbum, "Lights Camera Action". Em 21 de setembro, ela lançou uma prévia da faixa em uma festa de audição junto com o restante do material de Tension II. Além disso, Minogue compartilhou um pequeno trecho da faixa e sua arte capa; a arte é uma foto do videoclipe do single, que foi filmado em Budapeste, Hungria. Em 27 de setembro, a BMG e a empresa de Minogue, Darenote, lançaram o single em formatos digitais e de streaming online, sendo lançado também um extended play (EP) digital que inclui a versão original, um extended mix e remixes de Confidence Man, Zach Witness e Jaconda.

## Composição
"É bem hipnótica. É muito divertida, e você provavelmente vai apenas usar ‘Lights Camera Action’ no jargão geral a partir de agora."

—Minogue descrevendo "Lights Camera Action".
"Lights Camera Action" foi escrita por Minogue, Ina Wroldsen e seu produtor Lewis Thompson. Minogue atuou como engenheira vocal da música, enquanto Wroldsen forneceu vocais de fundo adicionais e Thompson cuidou da programação e instrumentação. Minogue provocou a música para a Vogue Singapore dizendo: "Um dos escritores que escreveu 'Padam Padam' trabalhou nessa faixa, então definitivamente há uma ligação. Quando ouvi a demo, pensei que era uma música divertida e o que é importante era essa tensão e a retenção que te atrai. Ela atrai e então cai e é uma queda bem sólida." Sobre a vibe da música, Minogue declarou: "É bem hipnótica. É muito divertida, e você provavelmente vai apenas usar 'Lights Camera Action' no jargão geral a partir de agora." Além disso, ela declarou à NME que a música segue "aquele tipo similar de qualidade hipnótica" que era similar ao seu single "Padam Padam", e sentiu que a letra “Luzes, câmera, ação, é isso” era um pouco “frase de efeito”.
Musicalmente, é uma faixa eletrônica inspirada em EDM, com "sintetizadores delirantes" e "batidas fortes e vigorosas" que dura dois minutos e 42 segundos. A escritora da Billboard Jessica Lynch comparou "Lights Camera Action" aos sons do trabalho anterior de Minogue, Tension, escrevendo que Minogue mergulha "mais fundo no mundo eletrônico, continuando o som inspirado em boates que fez de seu último álbum Tension um sucesso global". Lynch também descreveu a faixa como "cheia de batidas de alta energia, adequadas para a pista de dança". O editor da Rolling Stone, Conor Lochrie, expressou um sentimento semelhante, comparando-a aos sons de Tension e acreditando que a faixa "captura o espírito despreocupado da boate". Da mesma forma, Ky Stewart, do Junkee, sentiu que a música era "outra homenagem ao lugar favorito de Kylie: a pista de dança", ao mesmo tempo em que observou que a faixa "carrega a atmosfera dance-eletrônica de Tension, mas se mantém forte por si só. Empurrando Kylie mais profundamente para o gênero, conduzindo-a para outra era." O escritor do Classic Pop Dan Biggane descreveu-a como uma "faixa de alta energia inspirada em clubes" que segue a contribuição dançante de Minogue para "Edge of Saturday Night".

## Crítica profissional
Após o seu lançamento, “Lights Camera Action” recebeu críticas favoráveis de críticos musicais. Lynch, da Billboard, elogiou a música, dizendo que ela "serve como uma celebração de todas as coisas glamurosas". O Hit Channel também elogiou Minogue, dizendo que ela "oferece um hino pop pulsante que mostra o talento característico de Kylie" e que a faixa é "dinâmica". O administrador do Junkee foi positivo, dizendo que "está cheio de letras divertidas, espirituosas e despreocupadas pelas quais conhecemos e amamos Kylie". George Griffiths, da Official Charts Company, classificou a música como um "pop bop viciante", enquanto o editor da Clash, Robin Murray, a descreveu como uma "danceteria sem remorso" após notar sua energia. Biggane, do Classic Pop, sentiu que a faixa "captura o espírito despreocupado de boate e continua o som eufórico e eletrônico do álbum anterior, Tension". Alim Kheraj, da Attitude, apelidou-a de "outro clássico instantâneo das boates queer".

## Vídeo de música
Lançado em 27 de setembro de 2024, o videoclipe de "Lights Camera Action" foi filmado pela cineasta britânica e colaboradora de longa data de Minogue, Sophie Muller. Foi filmado em Budapeste, Hungria, o videoclipe apresenta Minogue em vários disfarces em um set de filmagem. O clipe se inicia com uma cena em preto e branco de Minogue em um ambiente de escritório em frente a um mapa, semelhante ao trecho que ela compartilhou nas redes sociais antes do lançamento da música. Cenas adicionais se seguem, incluindo ela posando na frente de uma fotógrafa (interpretada por ela mesma), sendo maquiada com bobes na frente de um espelho com mais pessoas ao seu redor, uma tomada em sequência dela cantando a música e ela usando um vestido preto e amarelo com confete, fita isolante e um dublê ao fundo. O clipe termina com Minogue em uma sala de cinema assistindo a uma foto em preto e branco dela mesma. Kheraj, do Attitude, sentiu que o vídeo "captura o espírito de alta energia da música", enquanto Alan Pedder, do The Needle Drop, o descreveu como "deslumbrante". O escritor da Clash, Murrah, achou que era uma "mudança inteligente nos estereótipos dos filmes de espionagem".

## Faixas e formatos
- Download digital / streaming — EP[13][14]

1. "Lights Camera Action" — 2:42
2. "Lights Camera Action" (extended mix) — 3:55
3. "Lights Camera Action" (Confidence Man remix) — 4:27
4. "Lights Camera Action" (Zach Witness remix) — 4:02
5. "Lights Camera Action" (Jaconda remix) — 2:50

## Equipe e colaboradores
Créditos adaptados das notas do encarte da Apple Music.
Pessoal
- Kylie Minogue — compositora, letrista, engenheira vocal
- Ina Wroldsen — compositora, vocais de fundo
- Lewis Thompson — compositor, baixo, bateria, programador, produtor, sintetizadores
- Dick Beetham — engenheiro
- Guy Massey — engenheiro
- Adria Garcia — produtora adicional

## Histórico de lançamento
| Região         | Data                   | Formato                    | Versão   | Gravadora    | Ref.          |
| -------------- | ---------------------- | -------------------------- | -------- | ------------ | ------------- |
| Várias         | 27 de setembro de 2024 | Download digital streaming | Original | Darenote BMG | [ 13 ] [ 14 ] |
| Estados Unidos | 8 de outubro de 2024   | Rádios pop e mainstream    | Original | Darenote BMG | [ 31 ]        |